# Deutsche Leichtathletik-Meisterschaften 1904
Die 7. Deutschen Leichtathletik-Meisterschaften wurden 1904 in sechs Disziplinen an fünf verschiedenen Orten zu unterschiedlichen Terminen – wie unten aufgelistet – ausgetragen.

## Zeitplan und Austragungsorte
| Datum        | Disziplin    | Ort               |
| ------------ | ------------ | ----------------- |
| 19. Juni     | 1500 m       | Magdeburg         |
| 10. Juli     | 110 m Hürden | München           |
| 10. Juli     | Hochsprung   | München           |
| 24. Juli     | Diskuswurf   | Hannover          |
| 21. August   | 100 m        | Frankfurt am Main |
| 4. September | 400 m        | Berlin            |

## Medaillengewinner
| Disziplin    | Gold                                    | Leistung   | Silber                              | Leistung | Bronze                                    | Leistung |
| ------------ | --------------------------------------- | ---------- | ----------------------------------- | -------- | ----------------------------------------- | -------- |
| 100 m        | Julius Keyl (MTV München von 1879)      | 11,4 s0    | Jacob Kern (FC Franken Nürnberg)    | 11,6 s0  | Fritz Götze (FFC Germania)                | 11,8 s0  |
| 400 m        | Willy Lüdtke (Berliner Sport-Club)      | 54,0 s0    | W. Bach (Eintracht Braunschweig)    |          | Adolf Meyer (SC Komet Berlin)             |          |
| 1500 m       | Johannes Runge (Eintracht Braunschweig) | 4:17,0 min | Albert Hermann (Hagenauer FV)       |          | Ernst Moll (SC Sperber Hamburg)           |          |
| 110 m Hürden | Otto Reissner (MTV München)             | 16,5 s0    | Julius Keyl (MTV München von 1879)  | 16,6 s0  | Anton Leistl (MTV München von 1879)       | 17,6 s0  |
| Hochsprung   | Hans Buchheit (MTV München)             | 1,66 m     | Kurt Vockeroth (MTV Augsburg)       | 1,55 m   | Ferdinand Jungbeck (MTV München von 1879) | 1,55 m   |
| Diskuswurf   | Friedrich Hoffmann (Hannover 96)        | 30,00 m    | Max Greineisen (Eintracht Hannover) | 28,68 m  | Fritz Maus (Kölner SC 1899)               | 24,35 m  |